# 特基弗拉特 (亞利桑那州)
特基弗拉特（英語：Turkey Flat）是位於美國亞利桑那州葛蘭姆縣的一個非建制地區。該地的面積和人口皆未知。

## 地理
特基弗拉特的座標為32°37′51″N 109°49′16″W / 32.63083°N 109.82111°W，而該地的平均海拔高度為2295米（即7529英尺）。